# Agerum

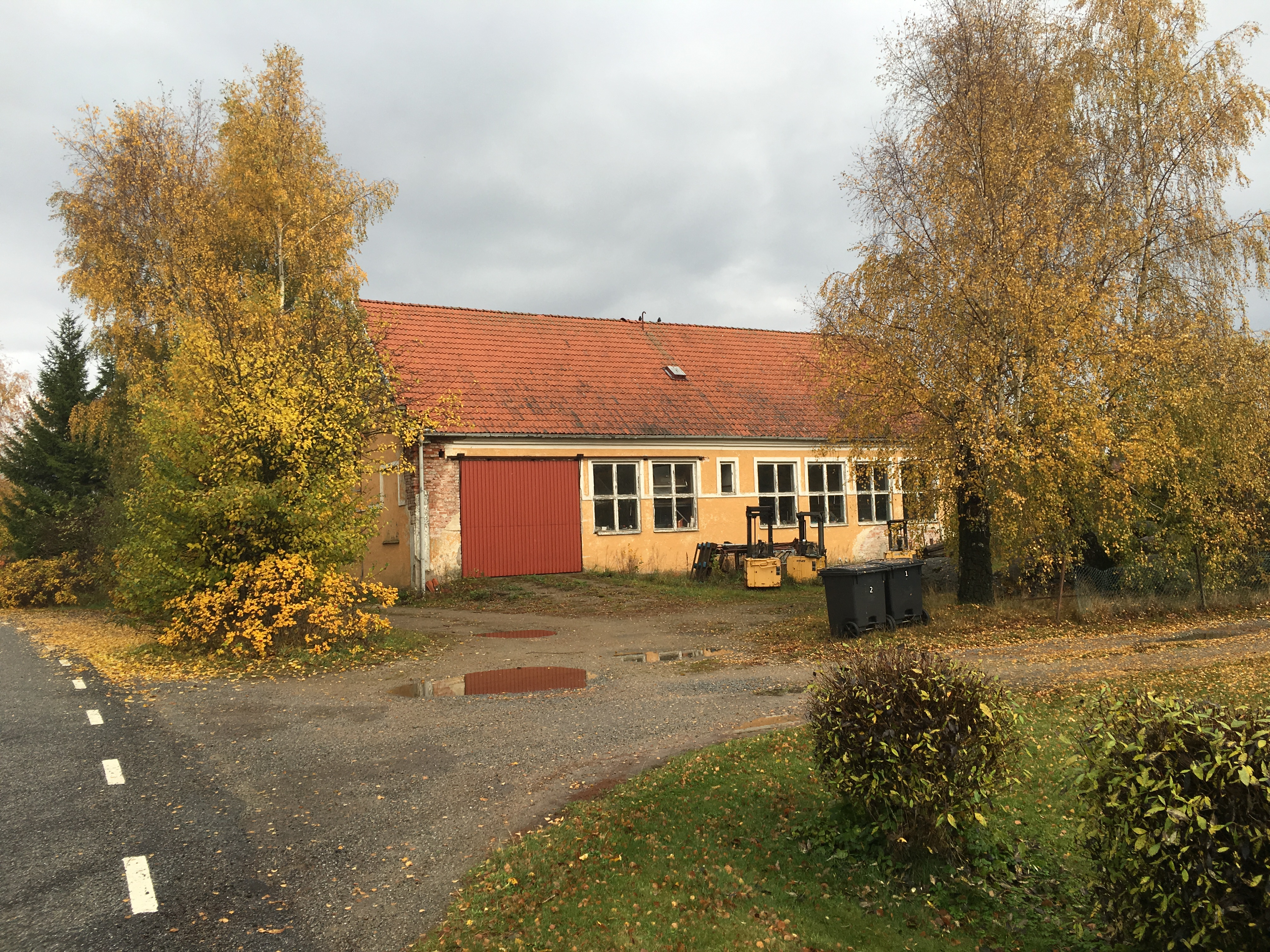
Agerums nedlagda skola

Agerum är en ort i Sölvesborgs kommun i Blekinge län.
Ortsnamnet kommer troligen av en sammansättning av ordet ager eller auger, som betyder "tjänlig åkerplats" och rum.
Byggnaderna längst norrut i orten har med bebyggelsen i orten Sandbäck av SCB avgränsats till att ingå i en småort namnsatt till Sandbäck och del av Agerum.
I södra delen av byn ligger Agerums nedlagda skola.